# PROT.30
『PROT.30』（プロトサーティ）は京本大我のクリエイティブ・プロジェクトである"ART-PUT"初のCDアルバム。2025年4月23日にソニー・ミュージックレーベルズからリリースされた。

## 概要
2024年9月から始動させていた京本大我のソロプロジェクト"ART-PUT"＝「さまざまなインプットを経て、音楽などの"ART"へと昇華させるソロのクリエイティブ・プロジェクト」の一環として制作された作品。プロジェクトの始動とともに公開された53秒のティザー映像「ART-PUT Teaser」は公開直後から大きな話題を呼び、その後「Prelude」、10月に「WONDER LAND」、11月に「Blue night」という3曲のミュージックビデオが立て続けに公開された。アルバムへの期待感が高まる中、本作のリリースが発表され、2024年12月に30歳となった京本の現在地を示すアルバムとして発売された。
初回盤A（CD+Blu-ray/DVD）、初回盤B（Blu-ray/DVD）、通常盤（CDのみ）の3形態で発売され、京本自身が19歳のころから作詞・作曲を手がけた楽曲（作曲はクリエイターとの共作）が全形態共通で12曲、全形態合計で17曲収録される。
リリース当日の4月23日21:00ごろからは本作について語り合うインスタライブが実施された。
本作を引っ提げ、東名阪をまわるソロライブツアー「TAIGA KYOMOTO LIVE TOUR 2025 BLUE OF LIBERTY」が5月8日から開催される。

## 仕様
- 初回盤A・初回盤B - BOX仕様[17]
- 通常盤（初回仕様） - スリーブケース仕様、20Pフォトブック付[17]

## 収録内容
クレジット出典

### CD
1曲目 - 12曲目までは全形態共通。
1. Prelude［3:32］
作詞：Tiga Kyomoto / 作曲：Taiga Kyomoto、Hayato Yamamoto / 編曲：Hayato Yamamoto
バンドサウンドが特徴的な[20]爽やかなロック調の楽曲[21]。2024年9月3日にプロジェクトの始動発表とともにMVが公開され、公開から丸1日で再生回数51万回以上を記録した[21]。
2. WONDER LAND［4:02］
作詞：Tiga Kyomoto / 作曲：Taiga Kyomoto、大沢圭一 / 編曲：大沢圭一
2024年10月3日にMVが公開された[22]。
3. KOYOI［3:43］
作詞：Tiga Kyomoto / 作曲：Taiga Kyomoto、イワツボコーダイ、吹野クワガタ / 編曲：イワツボコーダイ、吹野クワガタ
4. RAY［3:28］
作詞：Tiga Kyomoto / 作曲：Taiga Kyomoto、Yocke / 編曲： Yocke
5. 孤言［3:50］
作詞：Tiga Kyomoto / 作曲：Taiga Kyomoto、久下真音 / 編曲：久下真音
6. Blue night［3:28］
作詞：Tiga Kyomoto / 作曲：Taiga Kyomoto、Hayato Yamamoto / 編曲：Hayato Yamamoto
儚く切ない曲調の[20]、京本によれば「ある視点からのラブソング」[23]。MVにはSixTONESを連想させる"6"の文字が隠されていたり、京本がファンを公言している『名探偵コナン』のエピソードに由来しているのではと思われる演出があるなど、SNS上で考察が飛び交い話題となった[20]。
7. 酒と映画とナッツ［3:13］
作詞：Tiga Kyomoto / 作曲：Taiga Kyomoto、イワツボコーダイ、吹野クワガタ / 編曲：イワツボコーダイ、吹野クワガタ
楽曲の世界観をイラストで表現したMVが2025年4月23日に公開された[24]。
8. 灯り［5:16］
作詞：Tiga Kyomoto / 作曲：Taiga Kyomoto、Tomi Yo / 編曲：Tomi Yo
9. ヒペリカム［3:58］
作詞：Tiga Kyomoto / 作曲：Taiga Kyomoto、佐伯youthK / 編曲：佐伯youthK
10. Die another day［3:07］
作詞：Tiga Kyomoto / 作曲：Taiga Kyomoto、Yocke / 編曲： Yocke
11. -27-［3:35］
作詞：Tiga Kyomoto / 作曲：Taiga Kyomoto、大沢圭一 / 編曲：大沢圭一
12. 滑稽なFight［4:30］
作詞：Tiga Kyomoto / 作曲：Taiga Kyomoto、大沢圭一 / 編曲：大沢圭一
本作のリード曲[12]。2025年3月26日にMVが公開された[25]。

#### 初回盤Aボーナストラック
1. 癒えない［2:26］
作詞：Tiga Kyomoto / 作曲：Taiga Kyomoto、Ryo Iida / 編曲：菊池博人、Yuto Carlos Shimizu
ジュニア時代に手がけた楽曲であり、デビュー前に行われたSixTONES初の単独コンサート『CHANGE THE ERA -201ix-』のソロステージでも披露された[26]。

#### 初回盤Bボーナストラック
1. margarine［3:26］
作詞・作曲：Taiga Kyomoto / 編曲：久下真音

#### 通常盤ボーナストラック
1. Over Dub［3:33］
作詞：Tiga Kyomoto / 作曲：Taiga Kyomoto、佐伯youthK / 編曲：佐伯youthK
2. Desire［4:36］
作詞：Tiga Kyomoto / 作曲：Taiga Kyomoto、Tomi Yo / 編曲：Tomi Yo
3. 終わらせぬ世界［3:15］
作詞：Tiga Kyomoto / 作曲：Taiga Kyomoto、久下真音 / 編曲：久下真音

### Blu-ray/DVD

#### 初回盤A
- Prelude -Music Video-
- WONDER LAND -Music Video-
- Blue night -Music Video-
- 滑稽なFight -Music Video-
- Documentary of "PROT.30"

#### 初回盤B
- TAIGA KYOMOTO Anniversary Event『30 -THI"ART"Y-』Day Guest（SAEKI youthK） / Q＆A
京本の誕生日である2024年12月3日に行われたイベントの昼公演での佐伯ユウスケとのゲストコーナーとQ＆Aコーナーを収録[27]。
- TAIGA KYOMOTO Anniversary Event『30 -THI"ART"Y-』Night Guest（Soushi Sakiyama） / Q＆A / LIVE
京本の誕生日である2024年12月3日に行われたイベントの夜公演での崎山蒼志とのゲストコーナーとQ＆Aコーナー、ライブコーナーをノーカットで収録[27]。